# 臺灣股票博物館
臺灣股票博物館，位於台北市松山區，為臺灣第一家以股票為主題的專業博物館，由臺灣集中保管結算所成立營運，以保管股票的金庫改建而成，全館可分為序、啟、承、轉、合5個廳。
為降低發行成本並提昇市場作業效率，金融監督管理委員會責成臺灣集中保管結算所，推動有價證券全面無實體化。2011年7月29日，臺灣證券市場正式達到「無實體百分百」目標，並將原來保管股票的庫房，規劃建置博物館。

## 历史
- 2012年12月24日，成立臺灣股票博物館館內敘述股票背景知識、股票歷史、臺灣經濟脈絡發展、股票庫存管理作業、金庫安全與股票無實體化等[2]，另設有主題特展，目前已展示過「愛國與救國公債[3]」與「臺灣早期知名家族的股票」等。該館與大專院校合作，由財金相關學系學生負責導覽解說，並設有多媒體影音、互動劇場及小學堂測驗等設施。
- 2013年3月14日，與韓國股票博物館簽訂合作與資訊交換備忘錄（MOU）[4]。
- 2015年6月30日，推出「istock Museum行動學堂」互動式APP電子書。

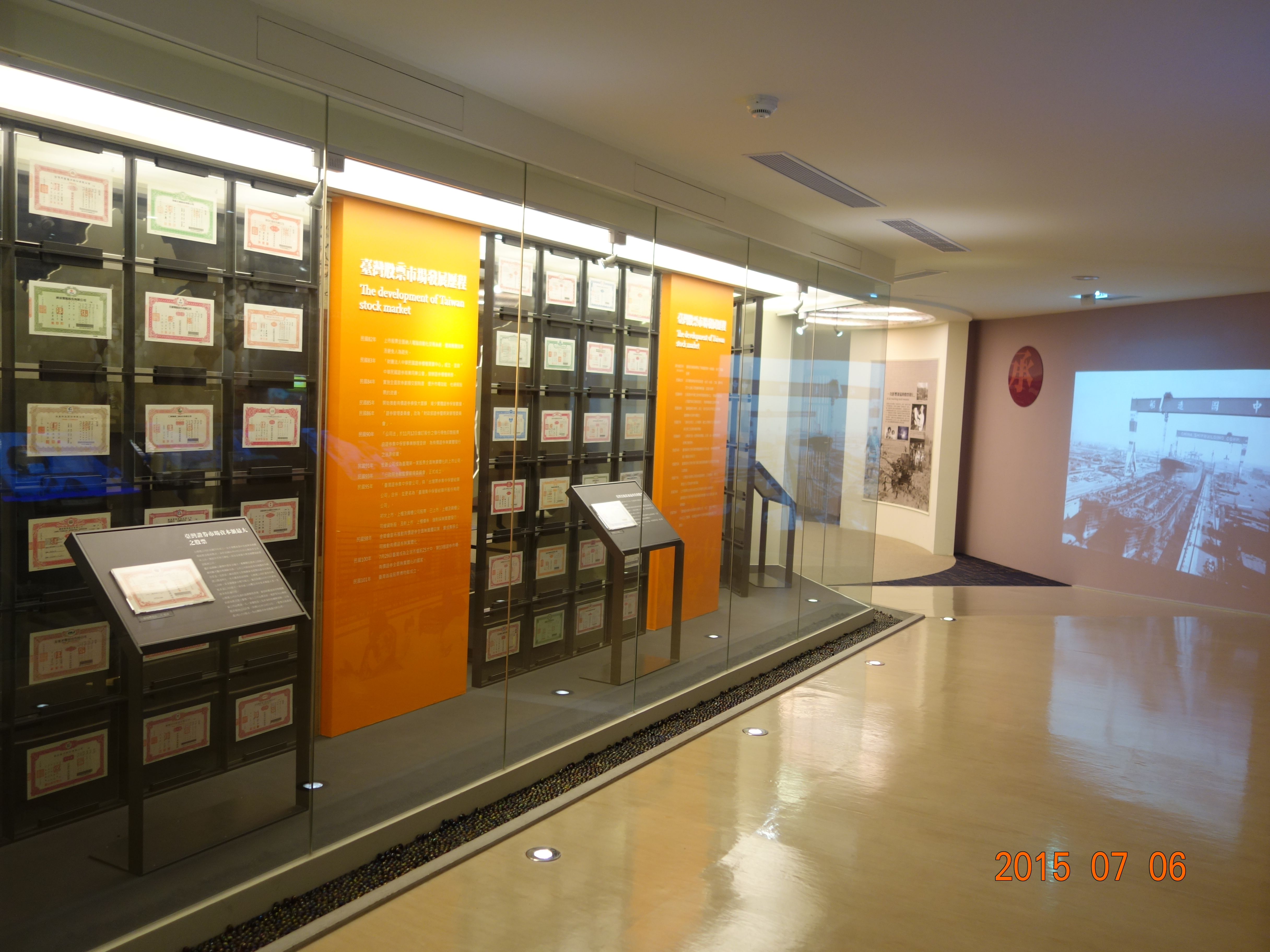
臺灣經濟發展歷程股票區
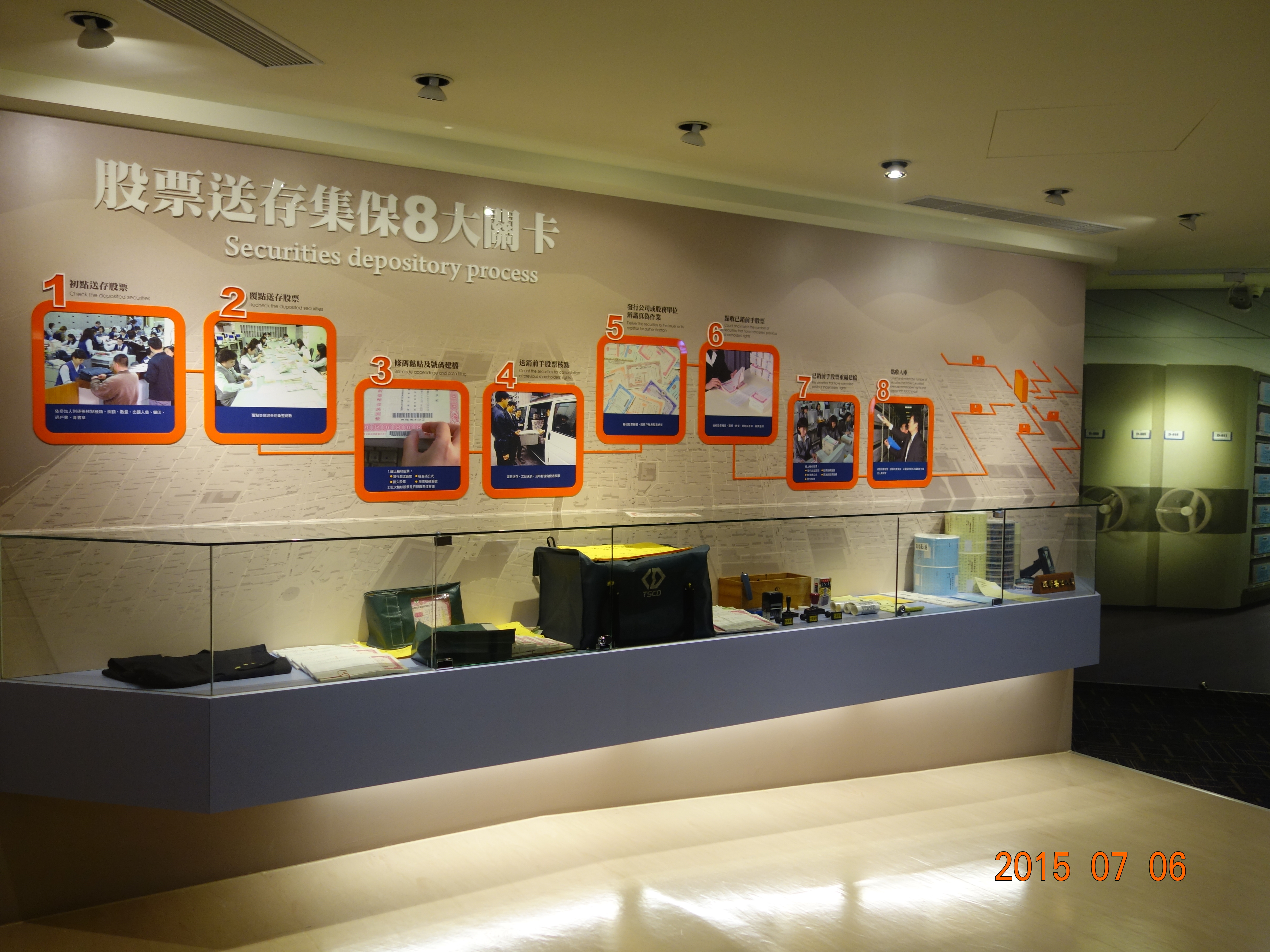
股票送存集保八大關卡

## 外部連結
- 臺灣股票博物館 （页面存档备份，存于）
- 臺灣股票博物館的Facebook專頁